# Grézieu-le-Marché
Grézieu-le-Marché è un comune francese di 778 abitanti situato nel dipartimento del Rodano della regione Alvernia-Rodano-Alpi.
Il territorio comunale è bagnato dalle acque della Brévenne.

## Società

### Evoluzione demografica
Abitanti censiti